# Huaping (socken i Kina)
Huaping (kinesiska: 花坪乡, 花坪) är en socken i Kina. Den ligger i den autonoma regionen Guangxi, i den södra delen av landet, omkring 300 kilometer nordväst om regionhuvudstaden Nanning.
Genomsnittlig årsnederbörd är 1 407 millimeter. Den regnigaste månaden är juni, med i genomsnitt 310 mm nederbörd, och den torraste är februari, med 20 mm nederbörd.